# 베르나르트 디츠
베르나르트 디츠(독일어: Bernard Dietz, 1948년 3월 22일, 노르트라인-베스트팔렌 주 함 ~)는 독일의 전직 축구 선수이자 감독이다. 현역 시절 수비수였던 그는 서독 국가대표팀 주장으로 참가한 유로 1980에서 우승을 거두었다.

## 클럽 경력
현역 시절 수비수로 활약한 베르나르트 디츠는 뒤스부르크와 샬케 04 소속으로 활약했는데, 495번의 분데스리가 경기에 출전해 뒤스부르크 소속으로는 70골을 득점했고, 샬케 04 소속으로는 7번 득점했다. 1982년에 뒤스부르크에서 샬케 04로 이적하면서 1년차에 2. 분데스리가로 강등되고, 1983-84 시즌에는 겔젠키르헨 연고 구단의 경기에 34번 출전(1골 기록)하기도 했다. 1975년에 DFB-포칼 결승전에 오른 것은 클럽 무대에서 거둔 그의 최고 성과였는데, 수비수는 몇 가지 이정표를 세웠다. 그는 모든 구단을 통틀어 가장 많은 득점을 올린 수비수로, 뒤스부르크의 1부 리그 역대 최다 득점 2위에도 올라 있다. 비록, 그는 500번의 경기에 출전해 11번 경고(퇴장 전적 없음)를 받는 신사적인 면도 보였다. 1977년 11월 5일, 가식 없는 이 수비수는 뒤스부르크가 바이에른 뮌헨에 6-3 굴욕패를 안길 당시 4골이나 기록했고, 1978-79 시즌에는 뒤스부르크 주장을 맡아 UEFA컵 준결승전에 오르기도 했다.
디츠의 뒤스부르크에 대한 헌신을 칭송하기 위해, 구단 지지자들은 구단의 얼룩말 마스코트를 에나츠(Ennatz)로 명명했다. 에나츠(Ennatz)는 디츠의 별칭이다.

## 국가대표팀 경력
1974년 12월 22일, 디츠는 몰타를 상대로 한 유로 1976 예선전에서 서독 국가대표팀 신고식을 치렀다. 1981년 5월 19일, 슈투트가르트에서 열린 브라질과의 친선경기는 53번째이자 마지막 경기로, 그는 헬무트 쇤 감독과 유프 데어발 감독의 핵심 선수였다. 유로 1976과 1978년 월드컵에도 참가했지만, 디츠는 유로 1980에서 우승하여 정상에 오를 당시 서독 국가대표팀의 주장을 역임했다.

## 감독 경력
디츠는 은퇴 후에도 프로와 아마추어 구단을 감독하며 축구 관련 직업에 종사했다. 그는 1987년 7월 1일에 쇠핑엔 감독이 되었다. 그는 1992년 6월 30일에 쇠핑엔을 떠났다. 그는 이후 1992년 7월 1일부터 1994년 2월 1일까지 페를의 지휘봉을 잡았다. 이후, 그는 1994년 7월 1일에 보훔 II의 감독으로 취임했고, 이 보직을 2001년 6월 30일까지 맡았다. 그는 1999년 10월 26일부터  1999년 12월 23일까지 보훔의 감독 대행을 맡았다. 보훔은 이 기간에 5승 1무 1패를 거두는 호성적을 거두었지만, 디츠는 정식 감독을 맡지 않겠다고 의사를 밝혔다. 그는 DFB-포칼에서도 1승 1패를 기록했다. 디츠는 다시 보훔의 유소년부를 맡아 에른스트 미덴도르프의 후임으로 랄프 춤디크가 취임했지만, 춤디크가 2001년에 2. 분데스리가 강등을 막지 못하면서 1군 지휘봉을 다시 잡았다. 그는 2001-02 시즌 초에 취임했다. 그는 보훔 1군 감독을 맡았지만, 큰 성과를 내지 못하고 2001년 12월 3일에 사퇴했다. 그는 이 기간에 16번의 경기를 치러 7승 6무 3패를 기록했다. 그는 친정 뒤스부르크에 재합류해 2002년에는 구단의 2군 감독으로 취임했고, 이후에는 2. 분데스리가에 속한 1군 감독 대행도 맡았다. 그러나, 그는 정식 감독을 맡지 않았고, 뒤스부르크는 후임 감독으로 피에르 리트바르스키를 내정했고, 그 뒤에 노르베르트 마이어 감독이 취임했다. 그는 감독을 대행하면서 7번의 경기에서 5승 2패를 기록했다. 2006년 5월 15일, 디츠는 뒤스부르크 2군 감독으로서의 계약을 연장하지 않고, 3부 리그의 로트 바이스 알렌 감독이 되었다. 그의 임기 첫 경기는 3-0으로 이긴 뒤셀도르프와의 경기였다. 그는 2006년 10월 29일에 지휘봉을 내려놓았다. 그의 임기 마지막 경기는 0-3으로 패한 키커스 엠덴과의 경기였다.

## 감독 통계
| 구단             | 취임             | 해임             | 기록 | 기록 | 기록 | 기록 | 기록  | 기록   |
| 구단             | 취임             | 해임             | 전   | 승   | 무   | 패   | 율 %  | 주     |
| ---------------- | ---------------- | ---------------- | ---- | ---- | ---- | ---- | ----- | ------ |
| 쇠핑엔           | 1987년 7월 1일   | 1992년 6월 30일  | 151  | 63   | 51   | 37   | 41.72 |        |
| 페를             | 1992년 7월 1일   | 1994년 2월 1일   | 52   | 26   | 16   | 10   | 50.00 |        |
| 보훔             | 1999년 10월 26일 | 1999년 12월 23일 | 9    | 6    | 1    | 2    | 66.67 | [ 8 ]  |
| 보훔             | 2001년 7월 1일   | 2001년 12월 3일  | 16   | 7    | 6    | 3    | 43.75 | [ 8 ]  |
| 뒤스부르크       | 2002년 11월 4일  | 2002년 11월 20일 | 7    | 5    | 0    | 2    | 71.43 | [ 13 ] |
| 로트 바이스 알렌 | 2006년 7월 1일   | 2006년 10월 29일 | 14   | 4    | 2    | 8    | 28.57 | [ 14 ] |
| 합계             | 합계             | 합계             | 111  | 54   | 29   | 28   | 48.65 | —      |

## 수상
서독
- 유럽 선수권 대회: 1980

개인
- 키커 분데스리가 올해의 선수단: 1973–74, 1974–75, 1975–76, 1977–78, 1978–79, 1979–80, 1984–85[17][18][19][20][21][22][23]